# سيمون فرنورث
سيمون فرنورث (بالإنجليزية: Simon Farnworth)‏ هو لاعب كرة قدم بريطاني في مركز حراسة المرمى، ولد في 28 أكتوبر 1963 في Chorley ‏ في المملكة المتحدة. لعب مع بريستون نورث إيند وبولتون واندررز وستوكبورت كونتي ونادي بوري ونادي ترانمير روفرز وويغان أتلتيك.

## وصلات خارجية
- سيمون فرنورث على موقع قاعدة بيانات كرة القدم.إي يو (الإنجليزية)
- سيمون فرنورث على موقع Soccerbase.com (لاعب) (الإنجليزية)